# Gai Munaci
Gai Munaci (en llatí Caius Munacius) va ser un magistrat romà. Formava part de la gens Munàcia, d'origen plebeu.
Va seguir com tots els romans de rang, el cursus honorum, però no va arribar més que a les magistratures inferiors. El càrrec principal que va exercir va ser el de triumvir per participar en el repartiment de territoris a Ligúria i a la Gàl·lia Cisalpina l'any 173 aC.